# 宣公 (衛)
宣公（せんこう、紀元前?年 - 紀元前700年）は、衛の第15代君主。荘公の子で桓公の弟。

## 生涯
荘公の子として生まれる。
桓公16年（前719年）9月、兄の桓公から公位を簒奪した州吁が処刑されたため、邢（けい）にいた姫晋（以降は宣公と表記）は衛に招かれ、12月に衛の君主となった。
宣公元年（前718年）4月、1年遅れで桓公の葬儀が営まれた。その月、鄭が衛の牧場に侵入し、前年（東門の役）の復讐に来た。これに対し衛は北の燕の軍を率いて鄭を撃った。6月、鄭は制の軍を率いて燕軍を破った。秋、衛は郕に侵攻した。
宣公3年（前715年）春、宣公は宋の殤公と犬丘で会合した。7月、斉の僖公による斡旋で、宣公と宋の殤公は鄭の荘公と瓦屋にて和平を結んだ。
宣公6年（前713年）7月、鄭軍が宋の都に攻め入ったので、衛軍と宋軍はそのすきに鄭を攻撃した。このとき蔡が仲間に加わる。8月、衛・宋・蔡の三国連合軍は鄭に敗れた。
宣公7年（前712年）、隣国の魯の君主である隠公が身内に殺された。
宣公9年（前710年）、宋の殤公が太宰の華父督に殺された。
宣公10年（前709年）、晋の曲沃の荘伯が主君である哀侯を殺した。夏、宣公は斉の僖公と蒲の地で会合した。
宣公11年（前708年）秋、周の桓王の命により、蔡・衛・陳の三国は周王の軍とともに鄭を撃った。
宣公17年（前702年）12月、斉・衛・鄭の三国が魯を攻撃した。
宣公は初め、父の妾であった夷姜を寵愛し、子の伋を太子に立てた。その教育係となった弟の右公子職は太子伋のために斉の公女（宣姜）を迎えたが、その美貌のため宣公に奪われ、彼女は宣公の妻となった。宣公は宣姜との間に寿と朔の2子を授かり、弟の左公子洩を教育係に任命した。
宣公18年（前701年）、そんな中、宣公から愛されなくなった前妻の夷姜は首を吊って自殺してしまう。これによって正妻となった宣姜は邪魔になった太子伋を排除しようとあらぬ疑いをかけ、宣公に讒言した。宣公の方でも太子伋から女を奪ったということもあり、ちょうど廃嫡したかったので、太子伋を斉へ使いに出したついでに盗賊に殺させることにした。このとき宣公は白旄を持っている者を殺せと盗賊に命じた。宣姜の子である寿が太子伋にこのことを密かに伝えたが、太子伋はそのまま出発しようとしたので、寿は目印の白旄を奪い、身代わりとなって殺された。しかしその後すぐに太子伋も殺され、2人とも死んでしまった。これによって宣公は寿の弟である朔を太子に立てた。
宣公19年（前700年）11月、宣公が卒去し、太子朔が衛の君主（恵公）となった。

## 妻子

### 妻
- 夷姜…斉の公女。もと荘公の妾。伋の母
- 宣姜…斉の公女。のち昭伯の妻。寿と朔の母

### 子
- 姫伋…夷姜の子
- 姫黔牟…伋の弟
- 姫頑（昭伯）…黔牟の弟で、斉子・戴公・文公の父
- 姫寿…宣姜の子
- 姫朔（恵公）…寿の弟

## 参考資料
- 『春秋左氏伝』（隠公四年、五年、八年、十年、桓公三年、五年、十年、十一年、十二年、十六年）
- 司馬遷『史記』（衛康叔世家第七）